# Pogopus mictochroma
Pogopus mictochroma là một loài bướm đêm trong họ Noctuidae.